# Bagherpara Upazila
Bagherpara Upazila är ett underdistrikt i Bangladesh. Det ligger i den centrala delen av landet, 120 kilometer sydväst om huvudstaden Dhaka.
Trakten runt Bagherpara Upazila består till största delen av jordbruksmark. Runt Bagherpara Upazila är det tätbefolkat, med 881 invånare per kvadratkilometer.